# Изотопы ливермория
Изото́пы ливермо́рия — разновидности атомов (и ядер) химического элемента ливермория, имеющие разное содержание нейтронов в ядре. На данный момент известны 5 изотопов ливермория. В природе ни один из его изотопов не обнаружен. Самым долгоживущим известным изотопом является 293Lv с периодом полураспада 53 миллисекунды. Неподтвержденный изотоп 294Lv может иметь немного более длительный период полураспада 54 миллисекунды.

## Таблица изотопов ливермория
| Символ нуклида | Z(p)                | N(n)                | Масса изотопа (а. е. м.) | Период полураспада (T1/2) | Канал распада | Продукт распада | Спин и чётность ядра |  |
| Символ нуклида | Энергия возбуждения | Энергия возбуждения | Энергия возбуждения      | Период полураспада (T1/2) | Канал распада | Продукт распада | Спин и чётность ядра |  |
| -------------- | ------------------- | ------------------- | ------------------------ | ------------------------- | ------------- | --------------- | -------------------- |  |
| 288Lv          | 116                 | 172                 |                          | <1 мс                     | α             | 284Fl           | 0+                   |  |
| 290Lv          | 116                 | 174                 | 290,19864(71)#           | 15(+26−6) мс              | α             | 286Fl           | 0+                   |  |
| 291Lv          | 116                 | 175                 | 291,20108(66)#           | 6,3(+116−25) мс           | α             | 287Fl           |                      |  |
| 292Lv          | 116                 | 176                 | 292,20174(91)#           | 18,0(+16−6) мс            | α             | 288Fl           | 0+                   |  |
| 293Lv          | 116                 | 177                 | 293,20449(60)#           | 53(+62−19) мс             | α             | 289Fl           |                      |  |
| 294Lv          | 116                 | 178                 |                          | 54 мс#                    | α ?           | 290Fl           | 0+                   |  |

1. ↑  Открытие этого изотопа не подтверждено

### Пояснения к таблице
- Значения, помеченные решёткой (#), получены не из одних лишь экспериментальных данных, а (хотя бы частично) оценены из систематических трендов у соседних нуклидов (с такими же соотношениями Z и N). Неуверенно определённые значения спина и/или чётности заключены в скобки.

- Погрешность приводится в виде числа в скобках, выраженного в единицах последней значащей цифры, означает одно стандартное отклонение (за исключением распространённости и стандартной атомной массы изотопа по данным ИЮПАК, для которых используется более сложное определение погрешности). Примеры: 29770,6(5) означает 29770,6 ± 0,5; 21,48(15) означает 21,48 ± 0,15; −2200,2(18) означает −2200,2 ± 1,8.